# Econofysica
Econofysica, een term die in 1995 werd geïntroduceerd door de Amerikaanse fysicus Eugene Stanley (1941), is een interdisciplinair onderzoeksgebied, waar theorieën en methoden uit de natuurkunde worden toegepast om vraagstukken in de economie op te lossen. Meestal worden theorieën over stochastische processen en niet-lineaire dynamica gebruikt. Als financiële markten worden bestudeerd heet econofysica ook wel statistical finance vanwege het verband met statistische fysica.
Belangstelling van natuurkundigen voor maatschappelijke processen is niet nieuw: bijvoorbeeld Daniel Bernoulli bedacht een theorie van voorkeur op grond van nut. Een van de grondleggers van de neoklassieke economische theorie, de emeritus hoogleraar economie van Yale University Irving Fisher studeerde natuurkunde bij Josiah Willard Gibbs. Jan Tinbergen, die de eerste Nobelprijs voor de Economie won in 1969 vanwege zijn dynamische modellen voor economische processen, promoveerde in 1929 als natuurkundige bij Paul Ehrenfest aan de Universiteit Leiden op het proefschrift Minimumproblemen in de natuurkunde en de economie.

### Colleges
- Economic Fluctuations and Statistical Physics: Quantifying Extremely Rare and Much Less Rare Events, Eugene Stanley, http://videolectures.net/ccss09_stanley_efasp/
- Applications of Statistical Physics to Understanding Complex Systems, Eugene Stanley, http://videolectures.net/eccs08_stanley_aosptucs/
- Financial Bubbles, Real Estate Bubbles, Derivative Bubbles, and the Financial and Economic Crisis, Didier Sornette, http://videolectures.net/ccss09_sornette_fbreb/
- Financial crises and risk management, Didier Sornette, http://videolectures.net/risc08_sornette_fcrm/